# 5730 Yonosuke
5730 Yonosuke è un asteroide della fascia principale. Scoperto nel 1988, presenta un'orbita caratterizzata da un semiasse maggiore pari a 2,9144580 UA e da un'eccentricità di 0,0985320, inclinata di 1,85650° rispetto all'eclittica.
L'asteroide è dedicato a Yonosuke Nakano, uno dei fondatori dell'Osservatorio Gekko, in Giappone, presso cui è stato scoperto, tra l'altro, questo stesso asteroide.